# Саргазы
Саргазы́ — посёлок в Сосновском районе Челябинской области. Административный центр Саргазинского сельского поселения.
Рядом с Саргазами расположены посёлки Смолино и Южно-Челябинский Прииск.
Название поселка происходит от распространенного в прошлом у татар и башкир мужского имени Саргазы. В основе: «сары» («сара», «сар») — желтый, рыжий и арабский типовой компонент мужского имени «гази» — победитель, поборник свободы».

## История
Официальной датой основания посёлка считается 1930 год.

## Население
| 2002 | 2010  |
| ---- | ----- |
| 1770 | ↗1827 |

По данным Всероссийской переписи, в 2010 году численность населения посёлка составляла 1827 человек (811 мужчин и 1016 женщин).

## Инфраструктура
В посёлке функционируют средняя школа и детский сад, а также конно-спортивный клуб «Быстрай» и федерация конного спорта Челябинской области. До областного центра города Челябинска можно добраться на маршрутном такси № 201. В посёлке работают операторы связи: «МТС» (4G),  «Билайн» (3G), «Мегафон» (3G) , Tele2 (4G).

## Улицы
Уличная сеть посёлка состоит из 39 улиц и 6 переулков.